# Casas Grandes
Casas Grandes (Grandi Case) è un piccolo villaggio del comune di Nuevo Casas Grandes, nello Stato messicano di Chihuahua. È situato sul fiume Casas Grandes (noto anche come San Miguel) a circa 50 chilometri a sud di Janos, e 225 a nord-ovest della città di Chihuahua. La comunità si trova in una valle larga e fertile abitata da popoli indigeni.

## Cultura pre-colombiana
Tra il 1130 ed il 1300 gli abitanti locali iniziarono ad unirsi in piccoli insediamenti. La dimensione di questi insediamenti aumentò durante il XIV secolo, finendo per diventare grossi centri che potevano ospitare fino a 2 500 persone. Le comunità più grandi erano caratterizzate da tlachtli (campi di gioco) a forma di I, su piattaforme in pietra, decorati con sculture, un mercato ed un complesso sistema di acquedotti.
Tra le varie attività si trovano la produzione di campane ed ornamenti in rame, manifattura di bigiotteria con molluschi marini ed intensa produzione di ceramiche. I prodotti venivano probabilmente introdotti in una fitta rete commerciale. Le ceramiche di Casas Grandes hanno una superficie bianca o rossa, con ornamenti in blu, rosso, marrone o nero, e vengono da alcuni considerati come la miglior produzione dell'area. Bocce e vasi riproducevano spesso figure umane. Le ceramiche venivano commerciate a nord fino al Nuovo Messico ed all'Arizona, e per tutto il Messico settentrionale.
Il più grande insediamento conosciuto è attualmente chiamato Paquime o Casas Grandes. Al momento della fondazione contava circa venti gruppi di abitazioni, ognuno con un cortile interno ed un muro di contenimento. Questi cortili condividevano il sistema idrico. Scavi effettuati in uno di questi luoghi hanno portato alla luce gusci d'uova, scheletri di uccelli e tracce di legno che porta alla conclusione che la comunità allevava are scarlatte, importanti nei rituali mesoamericani. Questa comunità venne ricostruita quasi per intero durante il XIV secolo. Appartamenti su più piani rimpiazzarono quelli originali. Paquimé venne abbandonata all'inizio del XV secolo.
Una buona collezione di ceramiche di Casas Grandes è attualmente ospitata dal Museum of Peoples and Cultures, Brigham Young University, Provo.

## Resti archeologici
Ai tempi della conquista spagnola il distretto di Casas Grandes era pieno di colline artificiali da cui i saccheggiatori rubarono numerose teste di ascia in pietra, metate o falci per il grano, oltre a varie ceramiche in terracotta.
Prima di una seria investigazione archeologica buona parte degli edifici precolombiani in rovina si trovava a quasi un chilometro dall'attuale comune. Le strutture vennero costruite con blocchi di fango e ghiaia essiccati, spessi circa 60 centimetri e di lunghezza irregolare, di solito attorno al metro, probabilmente modellati e seccati sul posto. Gli spessi muri sembrano essere stati intonacati sia all'interno sia all'esterno. La struttura principale si estende per 260 metri da nord a sud, e 80 da est a ovest; generalmente rettangolari, sembrano formati da tre distinte unità collegate da gallerie o da file di edifici più bassi.
L'ampiezza dei locali spazia da piccoli ripostigli a grandi corti. I muri hanno un'altezza di 13/15 metri, il che fa pensare ad edifici che in origine avevano sei o sette piani. Le rovine che si trovano a circa 150 metri dal gruppo principale consistono in una serie di stanze che contornano un cortile quadrato, sette per lato con appartamenti più grandi agli angoli-
Rovine simili a quelle di Casas Grandes si trovano nei pressi di Gila (Nuovo Messico), a Salinas e nel Colorado, e probabilmente sono tutti collegati alla cultura Mogollon tipica del nord. L'etnologo Hubert Howe Bancroft, in The Native Races of the Pacific States of North America, li collegò agli attuali Hopi, a volte noti come Moqui in quel periodo.